# Roș Hodeș

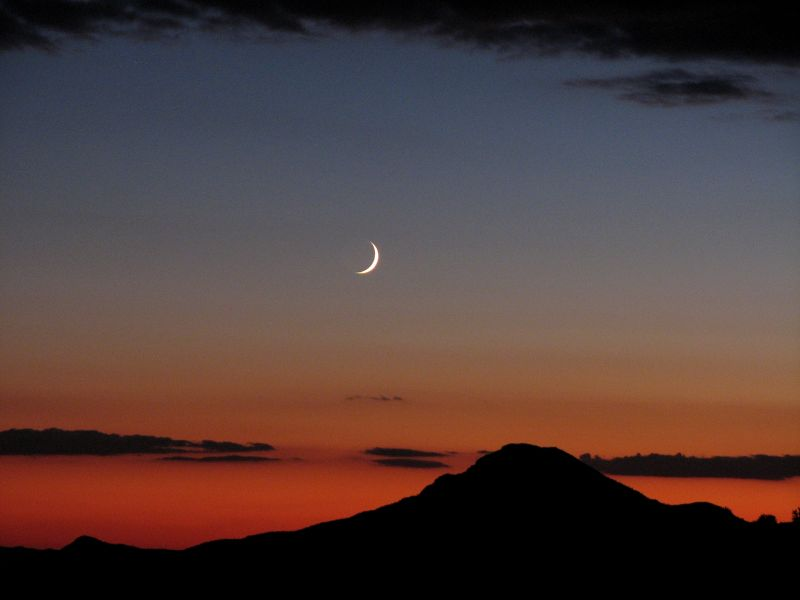
În calendarul biblic, Luna Nouă cade de o lună nouă (menţiontă prima dată în)

Roș Hodeș ori Roș Ḥodeș (în ebraică ראש חודש, „Rosh hodesh” tradus literar Capul Lunii; adică Începutul Lunii) este numele pentru prima zi a fiecărei luni în calendarul ebraic, marcat prin apariția lunii noi (Exod 12:1-2 Numeri 10:10). Noua lună este de ziua și ora când este observată noua creștere. Este considerată o zi de sărbătoare mică, la fel ca zilele intermediare ale Sărbătorilor Pascale (sau Festivalului Azimilor) și zilele intermediare ale Sucot (sau Sărbătoarea Corturilor).